# Cicada orni
La cicala del frassino o cicala media (Cicada orni Linnaeus, 1758) è una specie di insetto appartenente alla famiglia Cicadidae. 

## Etimologia

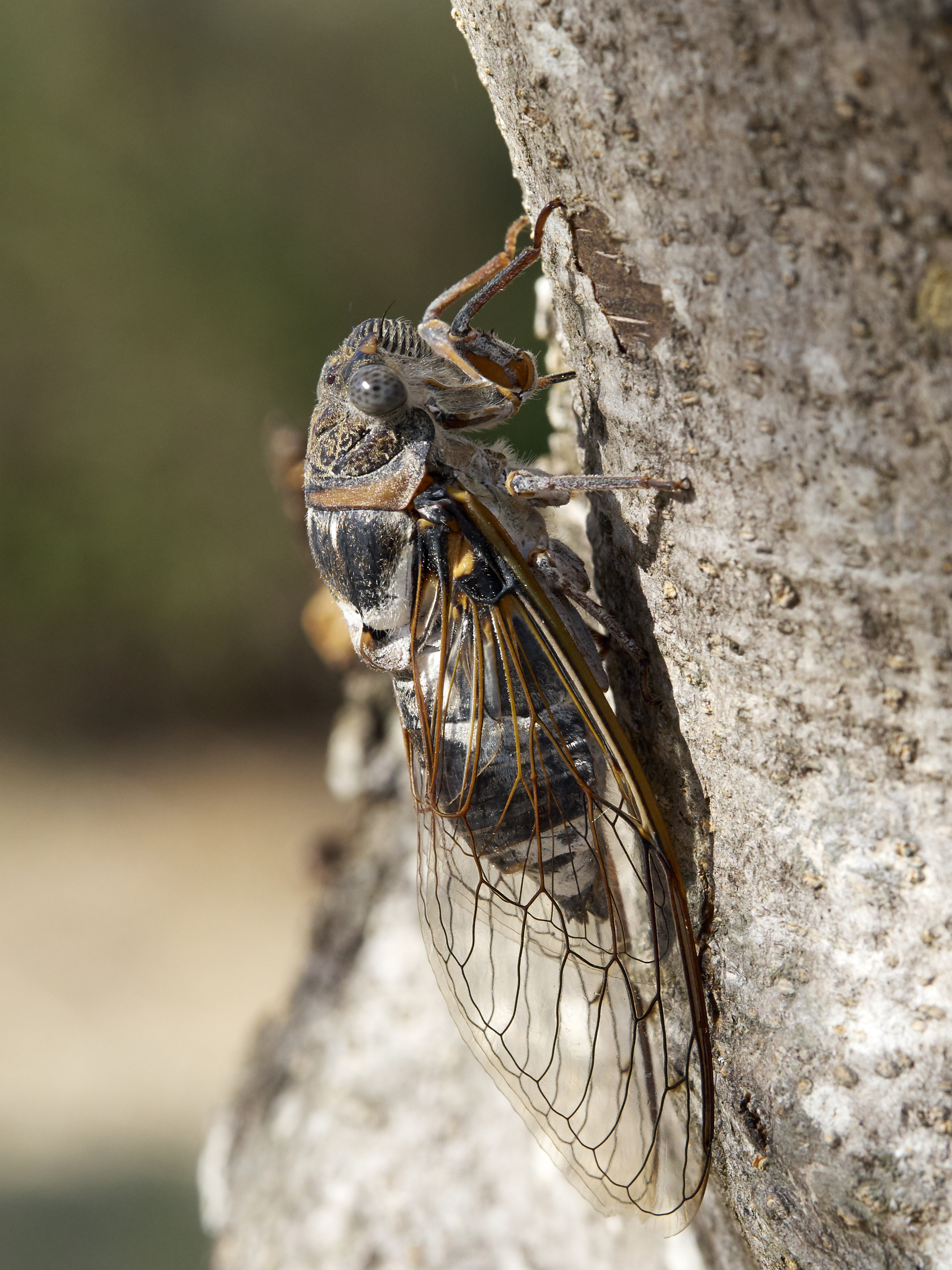
Vista laterale

Il nome specifico orni deriva probabilmente dal nome scientifico del frassino, Fraxinus ornus, dove questa cicala spesso depone le uova in profondità nei rami. 

## Descrizione
Gli adulti di Cicada orni raggiungono circa 25 millimetri di lunghezza, con un'apertura alare di circa 70 millimetri. La colorazione criptica del corpo varia dal marrone al grigio. L'addome ha segmenti rossastri e una pubescenza setosa. La testa presenta occhi grandi e sporgenti distanti ai lati, tre piccoli ocelli posti sulla sommità, antenne molto corte e una lunga proboscide usata per nutrirsi di linfa. Le ali anteriori membranose sono trasparenti, con venature ben disegnate e diverse macchie nere caratteristiche. 

## Biologia

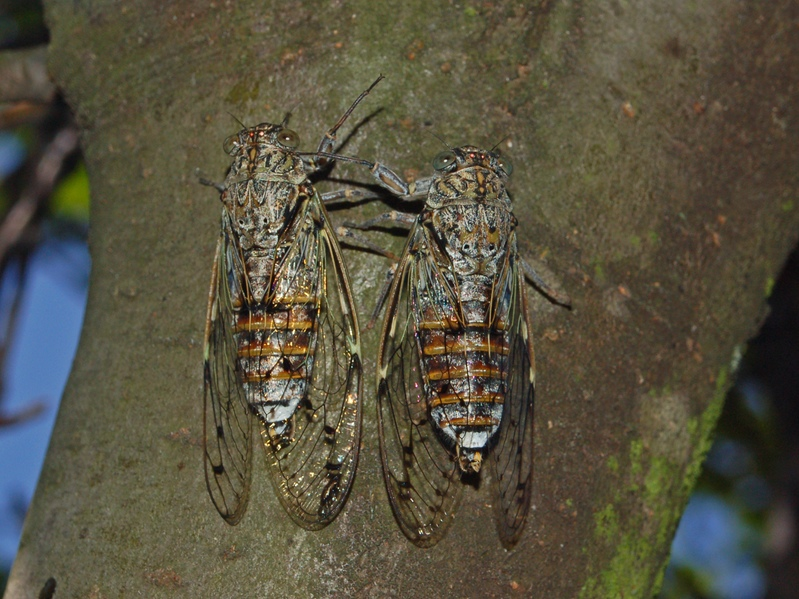
Corteggiamento

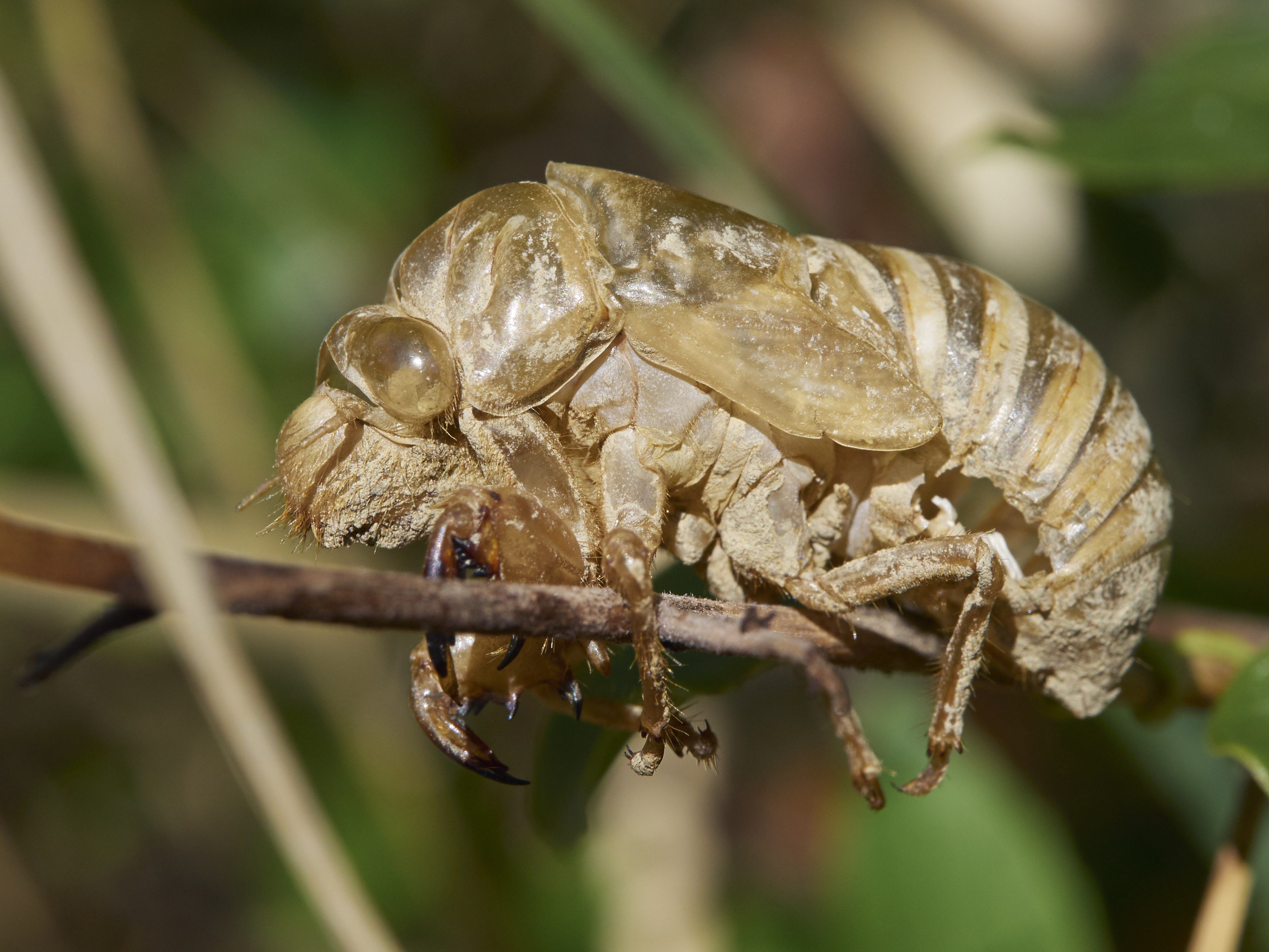
Esuvia di Cicada orni

Le cicale adulte possono essere incontrate in estate mentre si nutrono della linfa di alberi o arbusti, con il loro apparato boccale ben adattato per perforare e succhiare. 
Solo i maschi emettono il canto di richiamo, un ticchettio causato dalla contrazione e dal rilassamento delle membrane addominali (timballi). Questo canto ha la funzione di attrazione sessuale per le femmine. Di solito i maschi cantano in aggregazioni di molti individui sui rami degli alberi soleggiati. Quando i maschi vengono avvicinati dalle femmine, avviene il corteggiamento, in cui le cicale si abbracciano ripetutamente e si toccano con le zampe. Alla fine di questo processo si accoppiano nello stesso posto. 
Le cicale adulte depongono le uova in estate, che si schiuderanno a fine estate o in autunno. Mentre la loro vita da adulte dura solo circa un mese e mezzo per la riproduzione, le larve vivranno per diversi anni sottoterra, nutrendosi dei succhi delle radici delle piante. 

## Distribuzione
Questa specie è una delle più comuni in Europa meridionale e centrale, nel Vicino Oriente e in Nordafrica.